# 鶴賀 (長野市)
- 日本 > 中部地方 > 長野県 > 長野市 > （本庁）第三地区 > 鶴賀（権堂町・田町・東鶴賀町・西鶴賀町・緑町・居町・上千歳町・南千歳町・問御所町・柳町・早苗町）
- 日本 > 中部地方 > 長野県 > 長野市 > 芹田地区 > 鶴賀（七瀬・七瀬南部・七瀬中町）

鶴賀（つるが）は長野県長野市の市街地東部にある地区（大字）。大字鶴賀から分かれた居町・早苗町・東鶴賀町・七瀬についても扱う。権堂町については権堂町 (長野市)を参照。

## 概説
大字鶴賀地内には後述の11の町名がある。大字長野・鶴賀・西長野・南長野の区域では、大字の下位区分として、「通称町名」と「小字」の2種類がある。郵便番号は通称町名ごとに個別に割り当てられている。住所は「長野市大字鶴賀緑町」のように表記することもあるが、「大字鶴賀」を省くことが半ば慣例化している。また、通称町名のほかに「苗間平」「森下」といった小字（公称地名）があり、これらは土地の登記の場合などを除き、原則として用いない（省略する）ことが慣例となっている。長野市役所の住所を例にとると以下の3通りの表し方がある。
- 慣例A（大字名を表記する）
  - 長野市大字鶴賀緑町1613
- 慣例B（大字名を省略）
  - 長野市緑町1613
- 土地登記
  - 長野市大字鶴賀字苗間平1613番地

通称町名のうち七瀬は長野市役所芹田支所、そのほかは長野市役所（本庁）第三地区の管内である。
鶴賀は、長野市街地を形成する3大字の一つである。
「鶴賀」の名は問御所村・権堂村・七瀬村が合併した際に誕生し、この地域の西側にあった「鶴ヶ橋」に由来する。八幡川にかつてかかっていた橋で、新田町と西後町の境にあったが、現在は川が暗渠になったため存在しない。
地域の中央部をしなの鉄道北しなの線・北陸新幹線が貫き、国道19号（昭和通り）が東西に横切る。北端を国道406号（柳町通り）が東西に通過する。周囲は以下の大字・町丁と接する。
古くは北国街道（善光寺表参道）沿いに発展してきたが、1888年（明治21年）に信越本線（現 しなの鉄道北しなの線）、さらに1926年（大正15年）に長野電気鉄道線（現 長野電鉄長野線）と2本の鉄道が地区内を通るようになってからは、各駅周辺も発展を見せた。特に七瀬地区は、鉄道の町として栄えた。
江戸期に町場であったのは北国街道（善光寺表参道）沿いの問御所町や権堂町に留まり、以降も長野電鉄線の線路に阻まれて、それより東への長野市街地の広がりは鈍かった（東鶴賀町にあった遊廓「鶴賀新地」などは除く）。しかし1965年（昭和40年）に長野市役所が緑町に移転し、1981年（昭和56年）に長野電鉄線が地下化されると、長野大通り沿いや昭和通り沿いに発展を見せ、現在では北しなの線あたりが市街地の外縁となっている。

### 沿革
大字鶴賀の範囲は、概ね旧上水内郡鶴賀町の範囲に相当する。
旧・鶴賀町の歴史
- 江戸時代 - 問御所村は松代藩領・幕府領・高田藩領などを経て寛政4年から椎谷藩領、権堂村は幕府領、七瀬村（七瀬川原村とも）は善光寺領であった
- 1876年（明治9年）5月30日 - 水内郡問御所村・同郡権堂村・同郡七瀬村が合併、鶴賀村となる
- 1878年（明治11年） - 鶴賀村（東鶴賀町）に、遊廓「鶴賀新地」ができる。梅毒病院も併せて設置される
- 1879年（明治12年）1月4日 - 郡区町村編制法施行。鶴賀村は上水内郡に属する
- 1885年（明治18年）2月19日 - 上水内郡鶴賀町となる
- 1885年（明治18年）4月 - 長野町元善町に、長野町・鶴賀町・南長野町・西長野町・茂菅村の連合戸長役場が置かれる
- 1888年（明治21年）5月1日 - 官設鉄道直江津線（→信越本線→しなの鉄道北しなの線）の関山〜長野が開通。町内を通過する
- 1889年（明治22年）4月1日 - 市町村制施行。上水内郡鶴賀町、同郡西長野町・南長野町・茂菅村とともに長野町に編入。旧七瀬村域と旧権堂村居町は、芹田村へ編入
- 1897年（明治30年）4月1日 - 長野町が市制施行。長野市となる。旧鶴賀町域は大字鶴賀となる

長野市鶴賀の歴史
- 1904年（明治37年）4月 - 大字鶴賀上千歳町に、鍋屋田尋常高等小学校（長野市立鍋屋田小学校の前身）が開校
- 1923年（大正12年）7月1日 - 旧七瀬村域と居町区を含む上水内郡芹田村が、長野市に編入。大字鶴賀の一部となる
- 1926年（大正15年）6月28日 - 長野電気鉄道線（現 長野電鉄長野線）の権堂〜須坂が開通。地区内に権堂駅が置かれる。のち、1928年（昭和3年）に長野〜権堂が延伸。地区内に長野駅・錦町駅（現 市役所前駅）・緑町駅（市役所前駅の前身）が置かれる
- 1935年（昭和10年）5月16日 - 長野警察署が権堂町に移転。のち、1975年（昭和50年）に三輪一丁目に移転
- 1937年（昭和12年）5月24日 - 以下の町名整理実施
  - 大字鶴賀東鶴賀町・大字鶴賀西鶴賀町の各一部をもって、東鶴賀町が成立
  - 大字鶴賀居町・大字高田の一部をもって、居町が成立
  - 大字鶴賀緑町・大字鶴賀東鶴賀町・大字鶴賀西鶴賀町の各一部をもって、早苗町が成立
  - 大字鶴賀・大字三輪の一部をもって、柳町が成立。三輪 (長野市)#沿革を参照
- 1947年（昭和22年） - 大字鶴賀七瀬南部に、長野市立南部中学校（長野市立櫻ヶ岡中学校の前身）が開校。のち、1968年（昭和43年）に川端中学校と統合して櫻ヶ岡中学校となり、高田川端へ移転
- 1957年（昭和32年） - 大字鶴賀問御所町に、丸光百貨店（長野そごうの前身）が開店。のち、2000年（平成12年）に倒産・閉店
- 1958年（昭和33年）11月10日 - 大字鶴賀問御所町に、丸善銀座屋（現 ながの東急百貨店）が開店。のち、1966年（昭和41年）に大字鶴賀南千歳町（現 南千歳一丁目）に移転
- 1961年（昭和36年）
  - 4月1日 - 大字鶴賀緑町に、長野市民会館が開館。当時県内最大の多目的ホールだった
  - 11月16日 - 大字鶴賀居町に、長野市消防本部長野市消防署（のち、長野市消防局中央消防署）が大字長野若松町から新築移転
- 1965年（昭和40年）9月 - 大字鶴賀緑町に長野市役所を新築、大字長野若松町から移転
- 1971年（昭和46年）4月1日 - 大字鶴賀七瀬南部の南部中学校跡地に、長野市立南部小学校が新設開校
- 1981年（昭和56年）3月1日 - 長野電鉄長野線の連続立体交差化（地下化）が完了。旧線路敷に、長野大通りが開通
- 1989年（平成元年）11月17日 - 町名整理。大字鶴賀南千歳町・大字鶴賀緑町と大字南長野末広町の各一部をもって、南千歳一・二丁目が成立（住居表示の実施ではない）
- 2006年（平成18年）9月22日 - 大字鶴賀問御所町の長野そごう跡地に、TOiGOが開業。信越放送（SBC）本社が吉田一丁目から移転し、開局
- 2017年（平成29年）5月1日 - 大字鶴賀居町の中央消防署が大字長野旭町に移転。跡地には鶴賀消防署が開署
- 2022年（令和4年）8月13日 - 町名整理。長野駅周辺第二土地区画整理事業の施行に伴い、大字鶴賀・大字栗田の各一部をもって、七瀬が成立[3]

権堂町の沿革は、権堂町 (長野市)#沿革も参照。

## 居町
居町（いまち）は、消防局前交差点（昭和通り・東通り）を中心に広がる町。1937年成立の居町（大字鶴賀に属さない）と、大字鶴賀居町がある。郵便番号はともに380-0901。
町の中央部を国道19号（昭和通り）が東西に横切る。北西縁をしなの鉄道北しなの線・北陸新幹線が通り、長野市街地と隔てられている。周囲は以下の町丁と接する。
閑静な住宅街で、社宅などが多い。
地区内の人口及び世帯数は、532世帯 1,032人（令和5年3月1日現在）。

### 交通
路線バス
国道19号・東通りを走るアルピコ交通（川中島バス）・長電バスの以下の路線系統が利用できる。
- アルピコ交通（川中島バス）
  - 45 長野駅 - 北屋島
  - 48 長野駅 - 金井山 - 松代
- アルピコ交通（川中島バス）・長電バス共同運行
  - 46 長野駅 - 大豆島東団地 - 保科温泉

### 施設

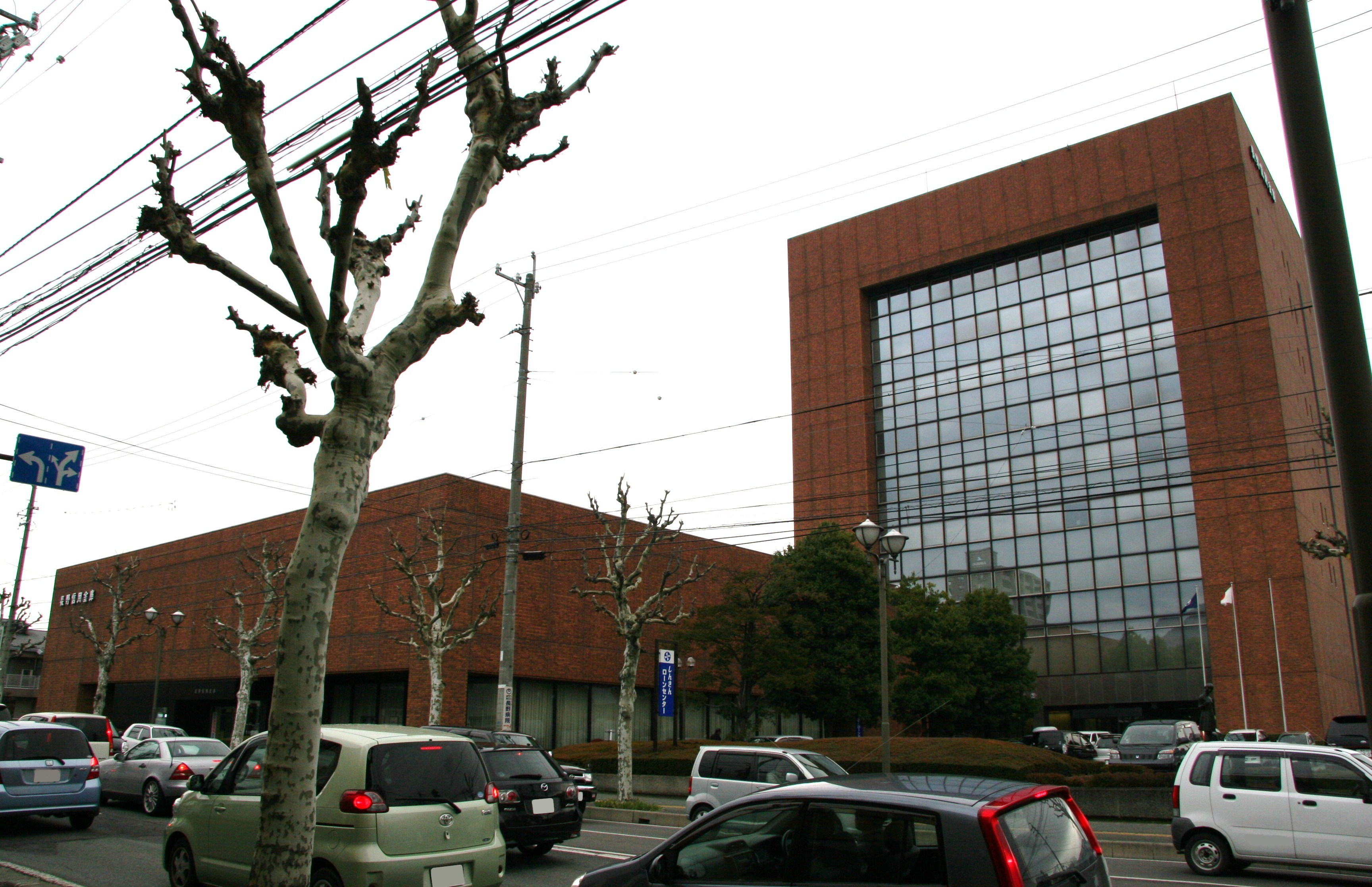
長野信用金庫本店

- 長野市消防局本部
  - 鶴賀消防署
- 鶴賀病院
- 長野信用金庫 本店

## 上千歳町
上千歳町（かみちとせまち）は、長野市立鍋屋田小学校を中心に広がる町。郵便番号は380-0821。
町の中央部に昭和通りが東西に横切り、東縁を長野大通りが南北に通過する。周囲は以下の町丁と接する。
昭和通り以北の上千歳町通り周辺は権堂町から連続して飲食店・風俗店が多い。以南の千歳町通り沿いは南千歳町から連続してブティックなどが多くなってくる。
地区内の人口及び世帯数は、270世帯 515人（令和5年3月1日現在）。

### 御祭礼屋台
弥栄神社（上西之門町）御祭礼で屋台巡行をする御祭礼町20町の一つである。昭和初期に御祭礼町に加わった。
昭和初期に町内の職人の手で3年がかりで制作された踊り屋台を有している。

### 交通
鉄道

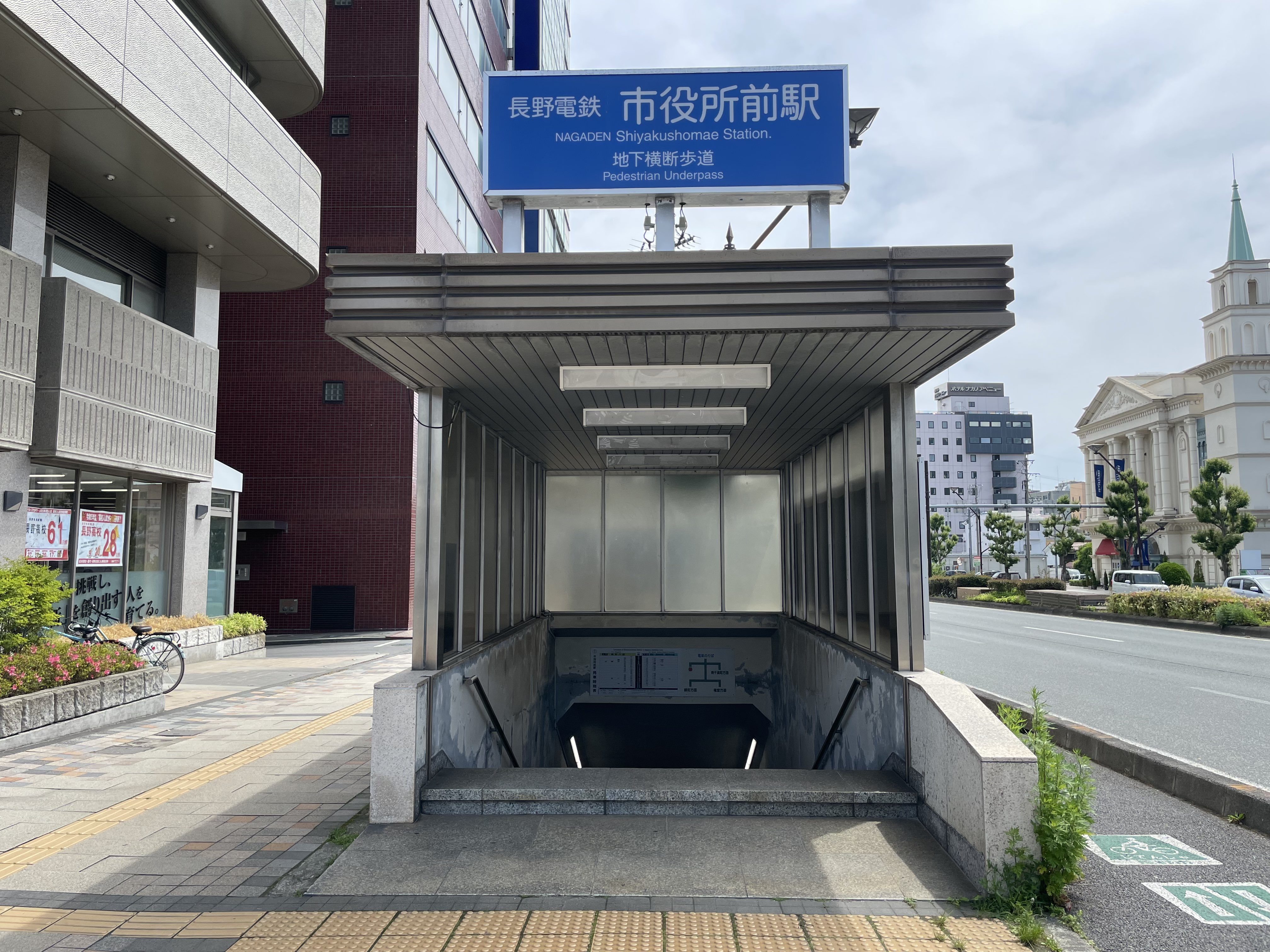
市役所前駅北口

長野大通りの地下に長野電鉄の市役所前駅（北口）があり、以下の路線が利用できる。
- 長野電鉄
  - ■長野線

路線バス
昭和通りを走るアルピコ交通（川中島バス）・昌栄高速運輸、長野大通りを走る長電バス・ぐるりん号の以下の路線系統が利用できる。
- アルピコ交通（川中島バス）
  - 32 市役所前 - 長野駅 - 篠ノ井駅
  - 33 市役所前 - 長野駅 - 篠ノ井高田 / 今井駅
  - 34 市役所前 - 長野駅 - 三本柳小学校
  - 45 長野駅 - 北屋島
  - 48 長野駅 - 金井山 - 松代
- 長電バス
  - 62 長野駅 - 宇木 - 東長野病院
  - 63 長野駅 - 宇木 - 三才駅 - 柳原
  - 61 長野駅 - 宇木 - 浅川西条
  - 52 長野駅 - 運動公園東
  - 51 長野駅 - 平林 - 柳原
- アルピコ交通（川中島バス）・長電バス共同運行
  - 46 長野駅 - 大豆島東団地 - 保科温泉
- 昌栄高速運輸（千歳町停留所のみ）
  - 高速バス「どっとこむライナー」 昌栄バス須坂インターターミナル - 長野駅東急シェルシェ前 - 新宿南
- ぐるりん号
  - C 市街地循環ぐるりん号

### 施設
- 北陸銀行 長野支店
- 読売新聞 長野支局
- 長野市立鍋屋田小学校
- NTTドコモ長野ビル
- パルティーレ長野迎賓館

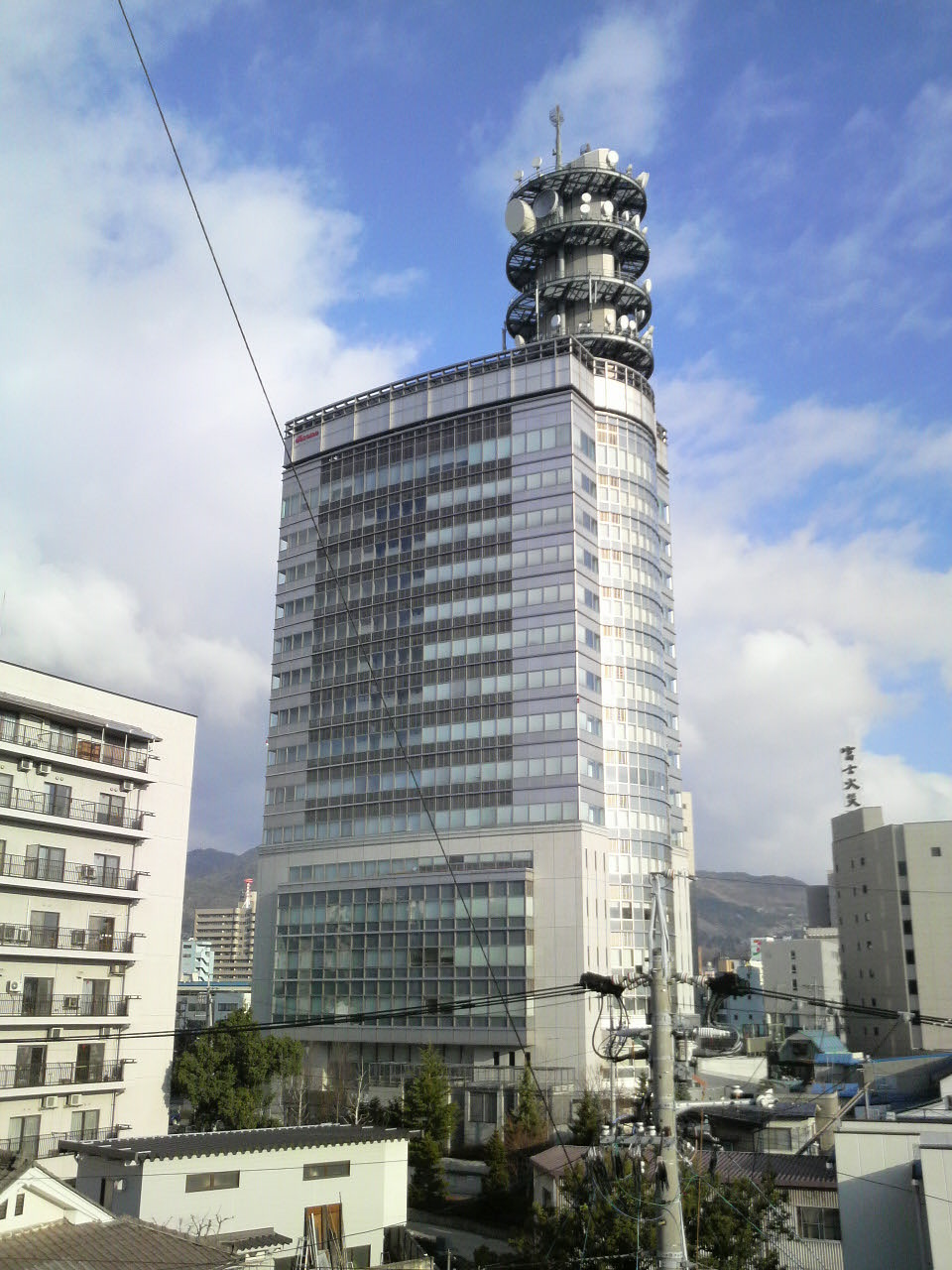
NTTドコモ長野ビル

- スマイルホテル長野 - 旧 長野ワシントンホテル
- 藤の森諏訪神社 - もと問御所村の地域で、老けやきと藤の景勝地として知られ、「藤の森の宮」として知られていた。長野大通りの開通により、境内が狭くなった。問御所町・上千歳町で祭祀をしている[5]。

## 田町
田町（たまち）は、田町西交差点（長野大通り・柳町通り）を中心に広がる町。郵便番号は380-0815。
町の中央部を長野大通りが南北に貫き、柳町通り（国道406号）が東西に横切る。町域は柳町通りに沿って東西方向に長く広がり、長野大通りが貫く部分でくびれている。周囲は以下の町丁と接する。

町内を貫く柳町通り。通りの両側と、写真最奥の白い建物周辺が田町。

長野大通りを境に西側は、権堂町から連続して飲食店・風俗店・ラブホテルが多い。東側は柳町通りに沿って個人商店が多くなってくる。
地区内の人口及び世帯数は、456世帯 837人（令和5年3月1日現在）。

### 御祭礼屋台
弥栄神社（上西之門町）御祭礼で屋台巡行をする御祭礼町20町の一つであるが、近年は参加していない。

### 交通
路線バス
柳町通りを走る長電バスの以下の路線系統が利用できる。
- 長電バス
  - 51 長野駅 - 運動公園東
  - 52 長野駅 - 平林 - 柳原

### 施設
- スポルトピカデリーボウル（2017年閉店）
- 田面稲荷社 - 江戸時代の地図には陣屋稲荷とある。権堂には一時尾張藩分家の陣屋が置かれており、その陣屋に勧請された稲荷社と推測される。水茶屋の女や芸妓・娼妓の信仰を集めていた。1925年（大正14年）屋根を葺きかえ、玉垣・社標を設けた[6]。
- 平等山普済寺 - 曹洞宗の寺院で本尊は釈迦如来。中条村の臥雲院の末寺。1746年（延享3年）一源物成が開いた。田町通り南側にあったが、1847年（弘化4年）の善光寺地震で全焼。1907年（明治40年）現在地に再建した。墓地入り口に「娼妓死亡者供養塔」がある。1923年（大正12年）鶴賀新地貸座敷組合が建てた[7]。

## 早苗町
早苗町（さなえちょう）は、長野市役所の北に広がる町。1937年成立の早苗町（大字鶴賀に属さない）と、大字鶴賀早苗町がある。郵便番号はともに380-0812。
町の中央部を早苗町通り（北長野通り）が斜めに貫き、南縁を昭和通りが東西に通る。東縁にはしなの鉄道北しなの線・北陸新幹線が通る。周囲は以下の町丁と接する。
中小の商店・工場や、住宅が多い。
地区内の人口は、前身の緑町・東鶴賀町・西鶴賀町の各一部として集計されており、早苗町のみを集計した資料はない。

### 交通
町内に公共交通機関は走っていないが、昭和通りを走る路線バスが利用できる。

### 施設
- 石坂学園長野調理製菓専門学校

## 問御所町
問御所町（といごしょまち）は、TOiGOを中心に広がる町。郵便番号は380-0834。
町の中央部を昭和通りが東西に横切り、西縁を中央通りが南北に通る。周囲は以下の町丁と接する。

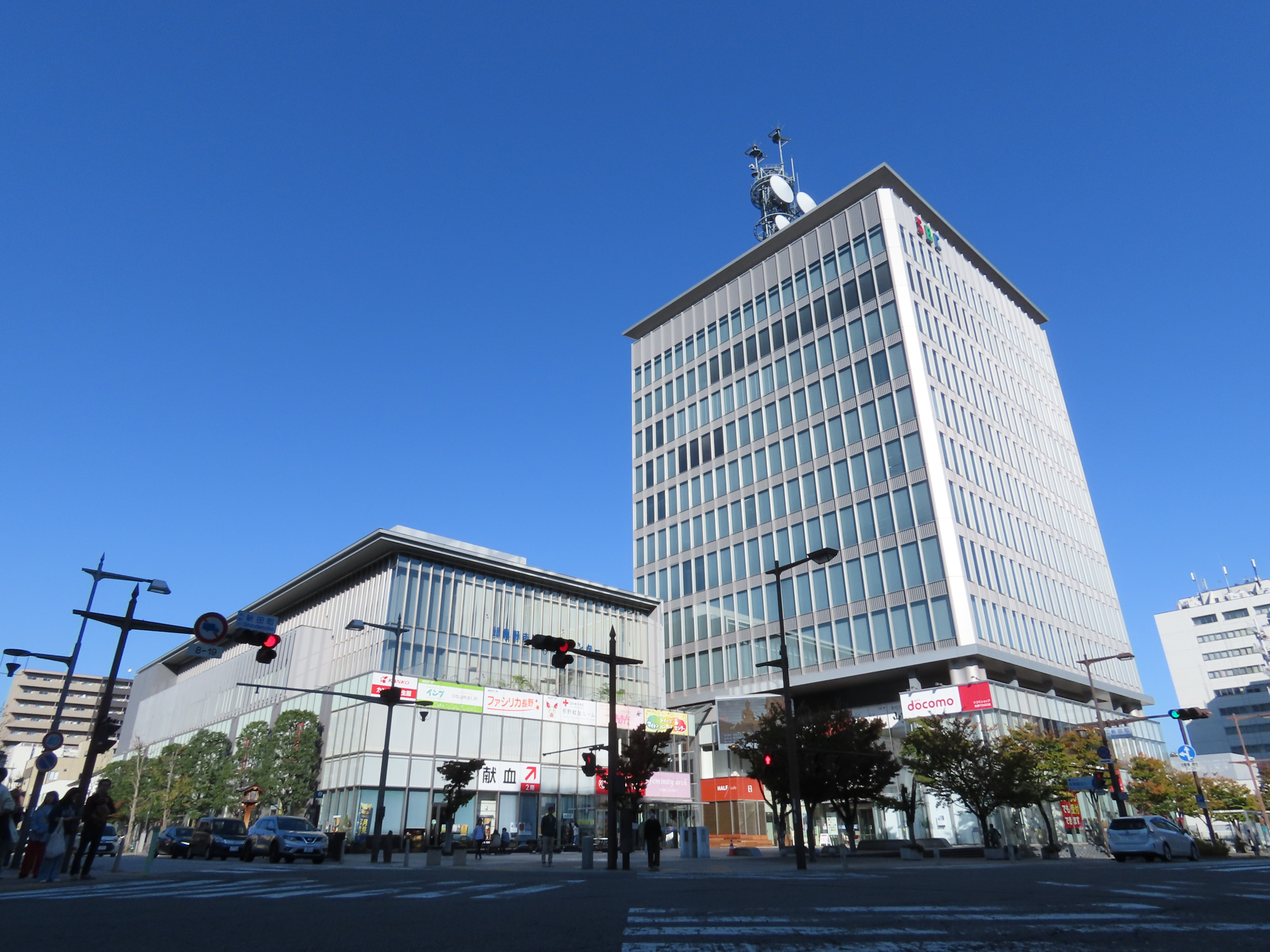
TOiGO

周辺一体は長野銀座と呼ばれ、昭和30年代頃は丸善銀座屋（のちの ながの丸善、現 ながの東急百貨店）・長野丸光（後の長野そごう）の2つの百貨店と、隣接する新田町にはダイエー長野店（現 もんぜんぷら座）が立地し大いに賑わった。しかし1966年（昭和41年）にながの丸善が長野駅前（南千歳一丁目）に移転し、徐々に衰退。2000年（平成12年）夏には長野そごうが破産・閉店、同年末にダイエー長野店が移転・閉店するに至った。
その後2006年（平成18年）に両百貨店の跡地に再開発ビル「TOiGO」が完成。ダイエー長野店跡も2003年（平成15年）にもんぜんぷら座となり、人の流れが戻りつつある。
町名は、鎌倉時代に町内にあった信濃国国衙（後庁）の守護所「豊御所（とよごしょ）」に由来し、古くは豊御所と表記した。この豊御所の名は、1197年（建久2年）に源頼朝が善光寺参詣の際、この御所で休んだことに起因するという。同様の由来を持つ町に中御所がある。
地区内の人口及び世帯数は、82世帯 140人（令和5年3月1日現在）。

### 御祭礼屋台
弥栄神社（上西之門町）御祭礼で屋台巡行をする御祭礼町20町の一つであるが、1979年（昭和54年）を最後に参加していない。
1872年（明治5年）制作の総漆塗り屋台を有しており、解体保存されている。

### 交通
路線バス
昭和通り・中央通りを走るアルピコ交通（川中島バス）・長電バスが利用できる。

### 施設
- 三井住友銀行長野支店
- TOiGO
  - TOiGO SBC（信越放送 本社）
  - TOiGO WEST
  - TOiGOパーキング

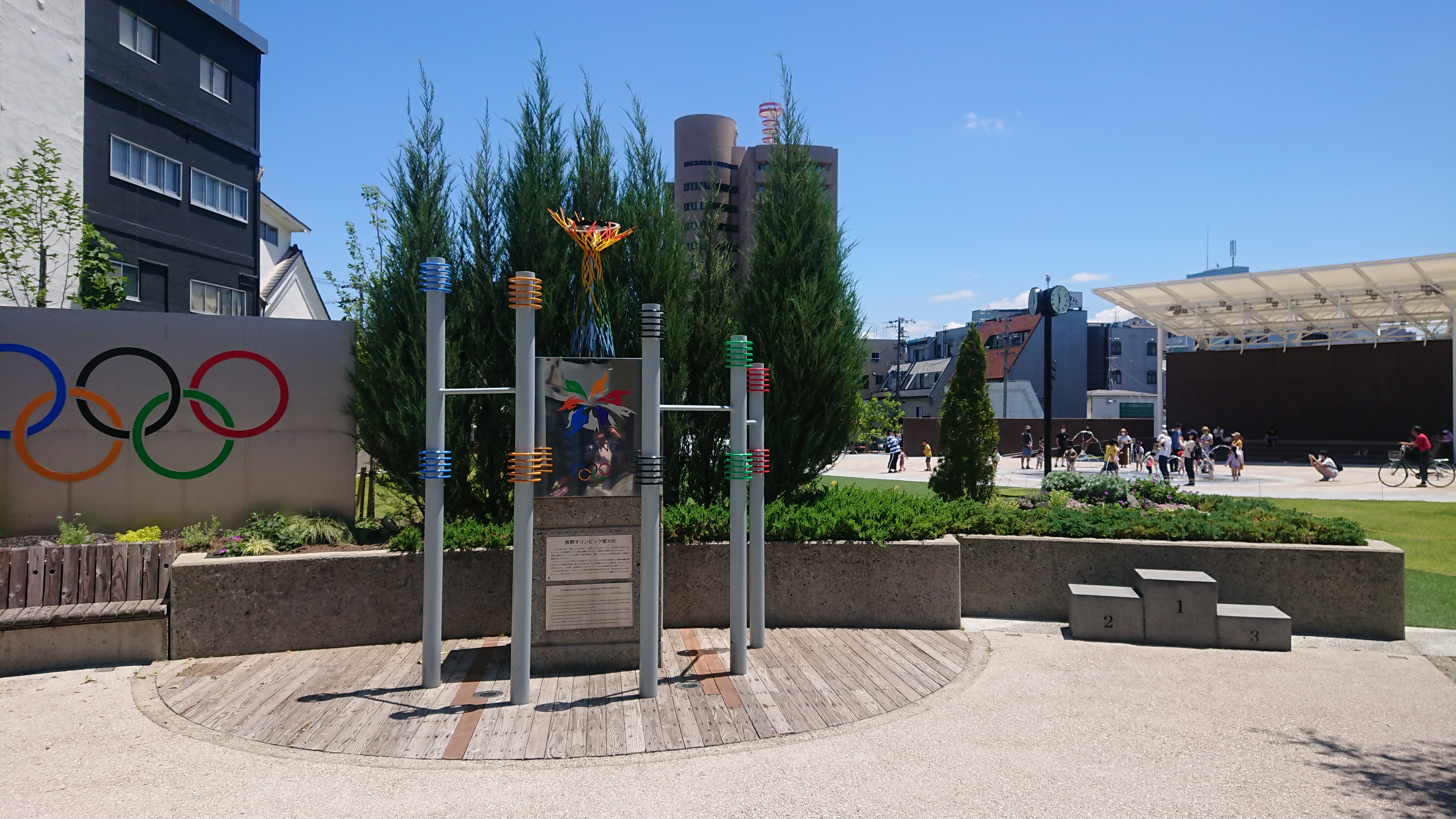
セントラルスクゥエア（表参道長野オリンピックメモリアルパーク）

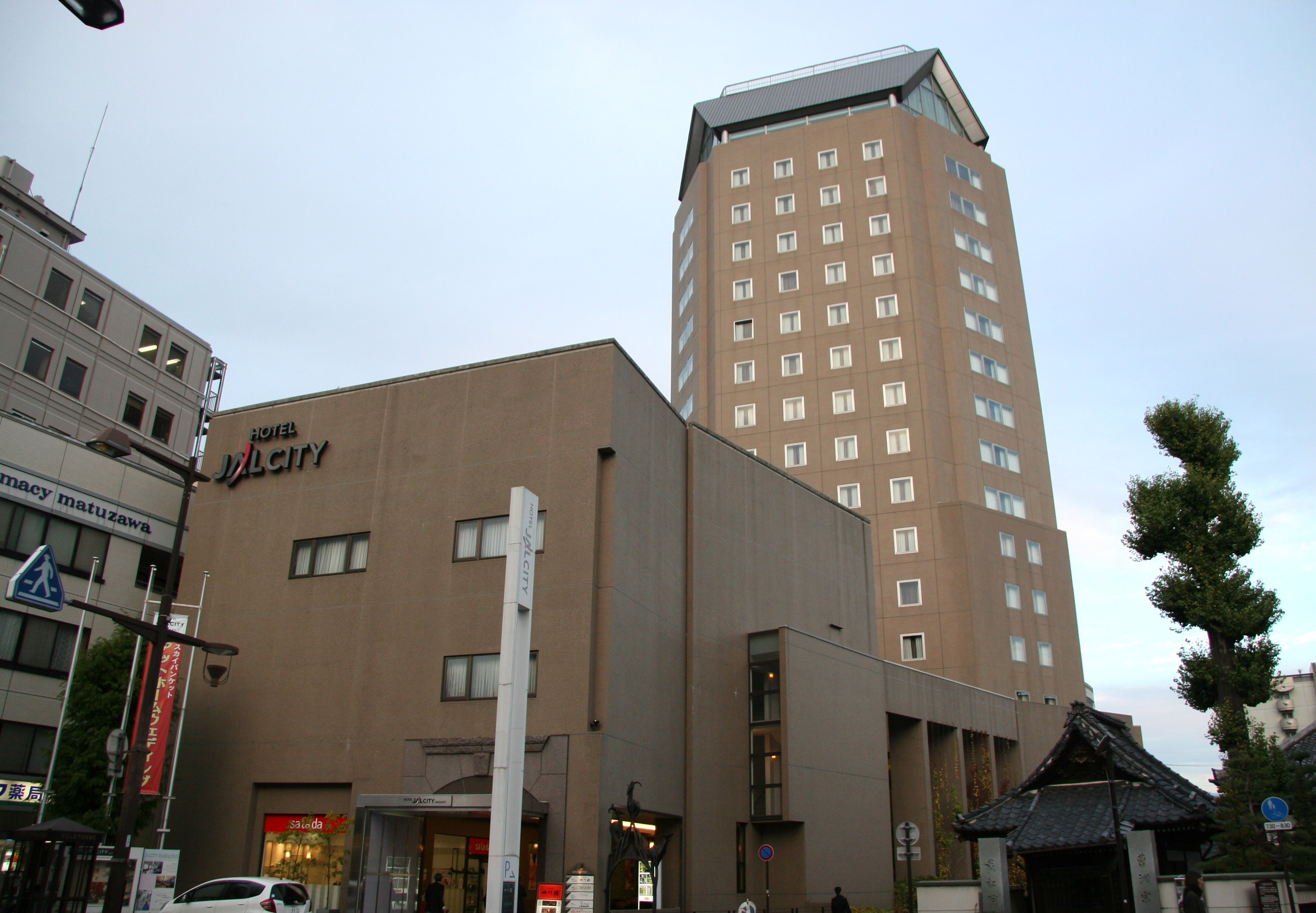
ホテルJALシティ長野

- セントラルスクゥエア - 長野オリンピック表彰式場
- みずほ銀行 長野支店
- ホテルJALシティ長野
- 栽松院 - 曹洞宗の寺院。しまんりょ小路の名前の由来となった。
- 延命庵 - 経読み地蔵（通称「身代わり地蔵」）をまつっている。

## 七瀬

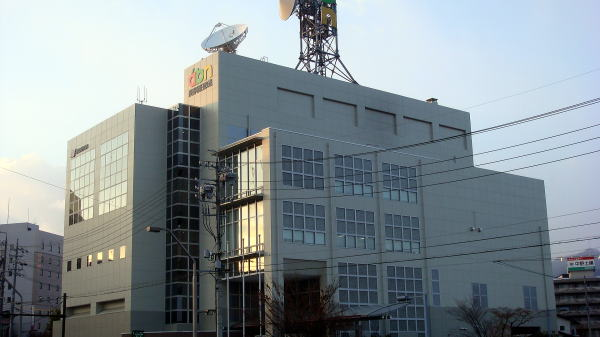
abn 長野朝日放送

七瀬（ななせ）は、地域南東に広がる町。2022年（令和4年）成立の七瀬（大字鶴賀に属さない）と、大字鶴賀七瀬・七瀬中町・七瀬南部に分けられる。郵便番号は七瀬が380-0922、大字鶴賀七瀬が380-0906、大字鶴賀七瀬中町が380-0904、大字鶴賀七瀬南部が380-0905。また七瀬地区のみ一部の小字にも郵便番号が振られており、大字鶴賀字峰村が380-0903、大字鶴賀字中堰が380-0902である。
地区の中央部を東通りが南北に貫き、七瀬通りが斜めに横切る。南縁を東口通りが通る。西端にはしなの鉄道北しなの線・北陸新幹線が通る。周囲は以下の大字・町丁と接する。
西縁を通るしなの鉄道北しなの線により長野市街地と隔てられており、住宅や中小の商店・事業所が多い。
地名は、地区内を裾花川支流の小川が多く流れることに由来し、古くは七瀬川原村とも呼ばれていた。
地区内の人口及び世帯数は以下の通り（令和5年3月1日現在）。
|          | 世帯数    | 人口    |
| -------- | --------- | ------- |
| 七瀬     | 445世帯   | 856人   |
| 七瀬中町 | 746世帯   | 1,371人 |
| 七瀬南部 | 491世帯   | 880人   |
|          |           |         |
| 計       | 1,682世帯 | 3,107人 |

### 交通
路線バス
東通り・東口通りを走るアルピコ交通（川中島バス）、長野県道58号長野須坂インター線を走る長電バスの以下の路線系統が利用できる。
- アルピコ交通（川中島バス）・長電バス共同運行
  - 46 長野駅 - 大豆島東団地 - 保科温泉
- アルピコ交通（川中島バス）
  - 48 長野駅 - 金井山 - 松代
  - 85 長野駅東口 - 松岡
- 長電バス
  - 82 長野駅 - 屋島 - 須坂駅
  - 82B 長野駅 - 屋島 - 綿内駅

### 施設

#### 七瀬
- 長野朝日放送（abn）本社[8]
- デリシア 七瀬店
- 八十二銀行 七瀬支店
- 長野信用金庫 七瀬支店

#### 七瀬中町
- 国土交通省関東地方整備局長野国道事務所
- 国土交通省北陸地方整備局千曲川河川事務所
- 電算 本社
- 長野商工会議所
- 長野社会福祉専門学校

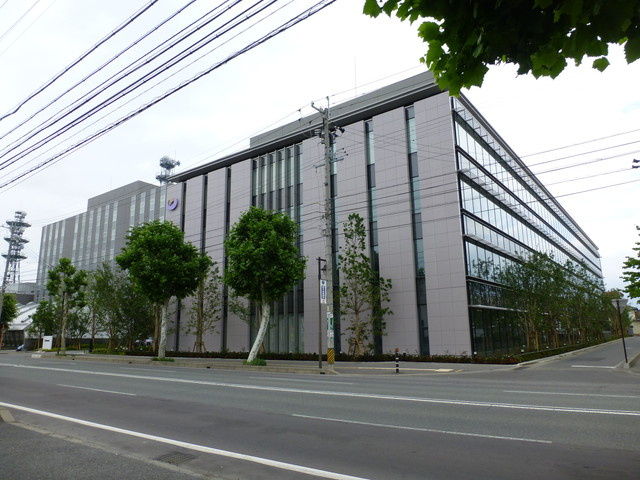
電算 本社ビル

- 七瀬観音寺 - 本尊は十一面観音。古くは峰村にあった。1743年（寛保3年）現在地に観音寺を建立。1750年（寛延3年）庭に白山社を造り、その後稲荷社も祀る。古い懸仏（地蔵菩薩）がある[9]。

#### 七瀬南部

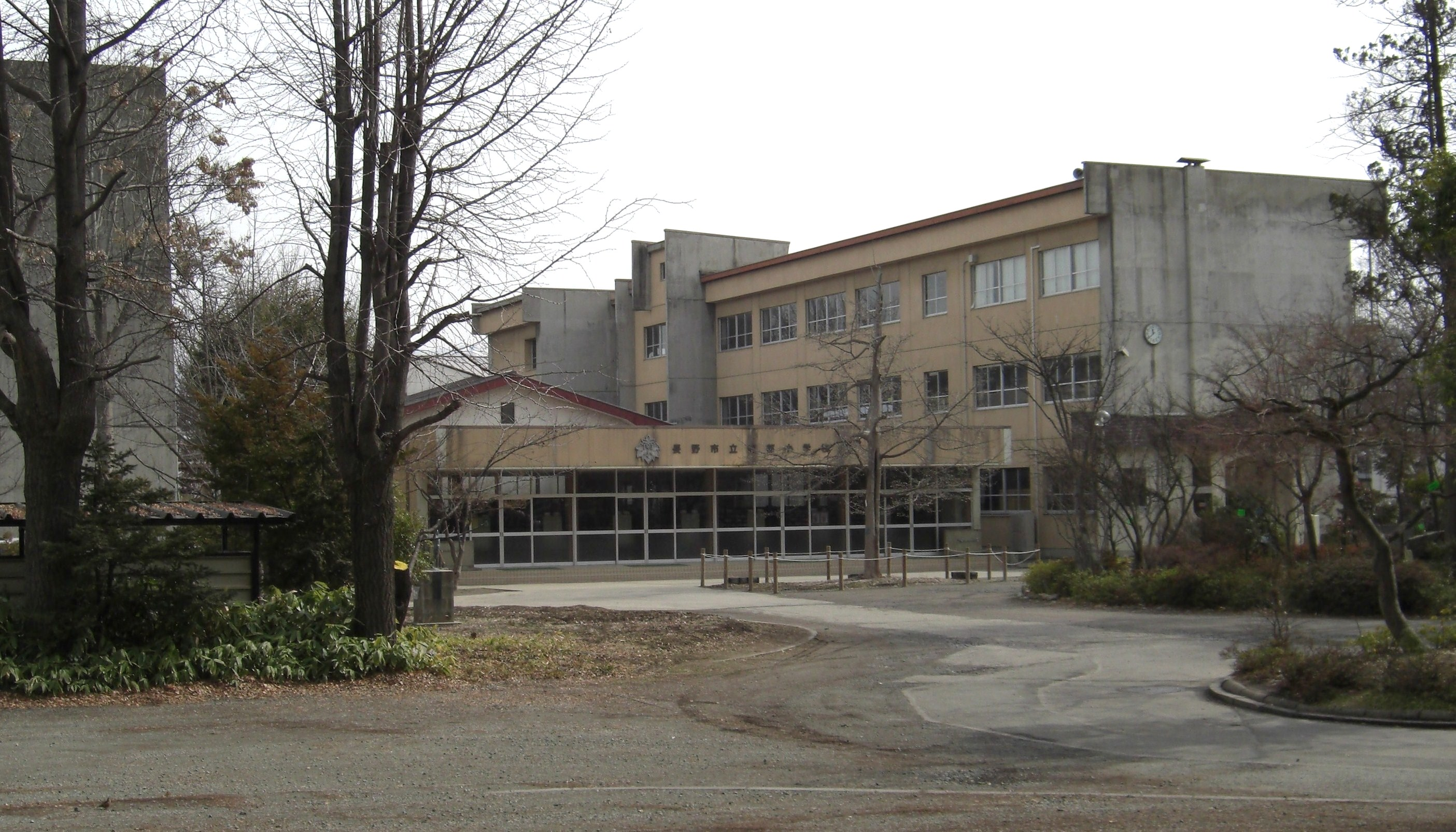
長野市立南部小学校

- 長野市立南部小学校
  - 長野市教育委員会長野市教育センター
    - 長野市視聴覚教育センター
    - 長野市少年育成センター
- 長野市立芹田体育館
- 長野ビジネス専門学校

## 西鶴賀町
西鶴賀町（にしつるがまち）は、地域中央部に広がる町。郵便番号は380-0814。
周囲は以下の町丁と接する。
県内最大の繁華街である権堂町と、現在の東鶴賀町にかつて置かれていた遊廓・鶴賀新地を結ぶ町であり、風俗店・ラブホテルが多く、2012年（平成24年）までは市内唯一の成人映画館もあった。
地区内の人口及び世帯数は、325世帯 547人（令和5年3月1日現在）。なお、これは早苗町の一部も含む値である。

### 交通
町内に公共交通機関は走っていないが、長野電鉄長野線の権堂駅や、長野大通り・昭和通り・柳町通りを走る路線バスが利用できる。

### 施設
- 長野医療生活協同組合長野中央病院
- 勤労者女性会館しなのき
- 商工組合中央金庫 長野支店
- つばめタクシー 本社
- ニュー商工 - 成人映画館。2014年（平成24年）閉館
- 竹山稲荷神社 - 1926年（大正11年） - 鶴賀新地から分離した西鶴賀町は独自の神社として松代竹山稲荷の分霊を奉じ、社殿を造営した[6]。

## 東鶴賀町
東鶴賀町（ひがしつるがまち）は、地域中央部に広がる町。独立した町名の東鶴賀町と、大字鶴賀東鶴賀町がある。郵便番号はともに380-0811。
町の中央部を早苗町通り（北長野通り）が斜めに通り、東縁をしなの鉄道北しなの線・北陸新幹線が通る。周囲は以下の町丁と接する。
1871年（明治11年）に公娼制度によって、権堂町にあった遊廓が移された、鶴賀新地（長野遊郭）の跡である。1万坪を板塀で囲った鶴賀新地には、1899年（明治32年）の時点で43件ほどの妓楼があり、芸妓・娼妓は445名いたという。娼妓の8割は新潟県の貧農出身であった。売春禁止法により1958年（昭和33年）に廃され、現在は碁盤目状の道路や普済寺にある娼妓死亡者供養塔に当時の記憶を留める。
地区内の人口及び世帯数は、408世帯 645人（令和5年3月1日現在）。なお、これは早苗町の一部も含む値である。

### 交通
町内に公共交通機関は走っていないが、長野電鉄長野線の権堂駅や、長野大通り・昭和通り・柳町通りを走る路線バスが利用できる。

### 施設
- 長野県信用組合 東支店
- ながでんウェルネス 本社
- 三神社 - 東鶴賀町（もと鶴賀新地）の産土神。1945年（昭和20年）法人登記のとき、諏訪社・稲荷社・金毘羅社の三社を統合。三神社と改称した[6]。

## 緑町
緑町（みどりちょう）は、長野市役所を中心に広がる町。郵便番号は380-0813。
町の中央部を昭和通りが東西に横切り、西縁を長野大通り（長野電鉄長野線）が南北に通る。南縁にはしなの鉄道北しなの線・北陸新幹線が通過する。周囲は以下の町丁と接する。

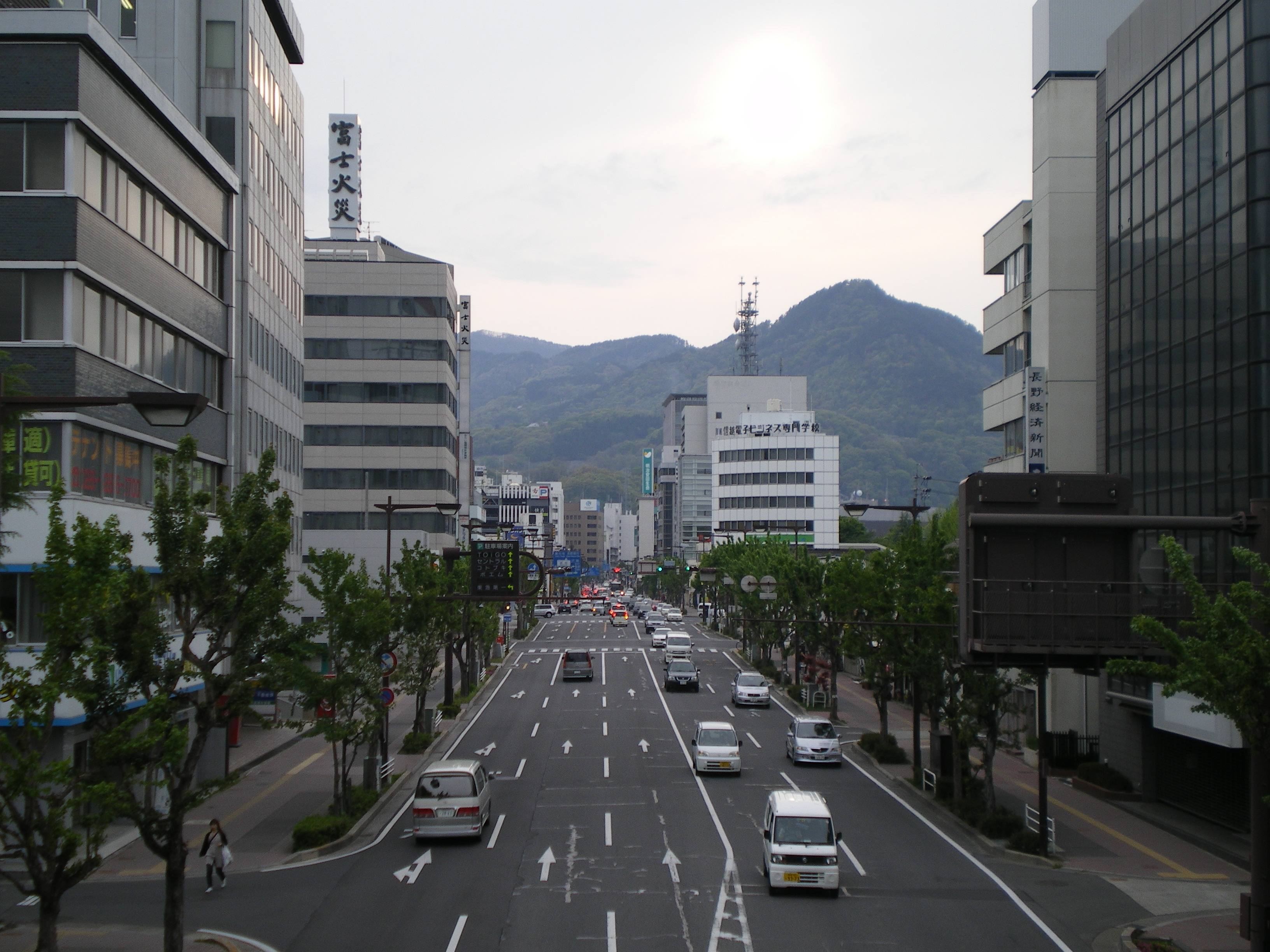
町内を走る昭和通り

昭和通り沿いはビジネス街となっている。昭和通り以北の権堂駅に近い一角は飲食店が多い。信越本線沿いには長野都市ガスのガスタンクがそびえる。
地区内の人口及び世帯数は、338世帯 640人（令和5年3月1日現在）。なお、これは早苗町の一部も含む値である。

### 御祭礼屋台
弥栄神社（上西之門町）御祭礼で屋台巡行をする御祭礼町20町の一つである。1954年（昭和29年）に加わった、最も新しい御祭礼町である。
御祭礼町参加にあたり鬼無里村（現 長野市鬼無里）から購入した、江戸期制作の本屋台を有している。

### 交通
路線バス
昭和通りを走るアルピコ交通（川中島バス）・長電バスの以下の路線系統が利用できる。
- アルピコ交通（川中島バス）
  - 32 市役所前 - 長野駅 - 篠ノ井駅
  - 33 市役所前 - 長野駅 - 篠ノ井高田 / 今井駅
  - 34 市役所前 - 長野駅 - 三本柳小学校
  - 45 長野駅 - 北屋島
  - 48 長野駅 - 金井山 - 松代
- アルピコ交通（川中島バス）・長電バス共同運行
  - 46 長野駅 - 大豆島東団地 - 保科温泉

### 施設
- 長野市役所
- 長野市芸術館
- カクイチ 本社
- 高見澤 本社
- 長野都市ガス 本社
- 菊屋稲荷社 - もともと問御所町の酒屋菊屋の稲荷だった。明治後荒廃していたが、1925年（大正14年）に信者が日之出講を組織し、それ以後、毎月1日祭事が行われている[6]。

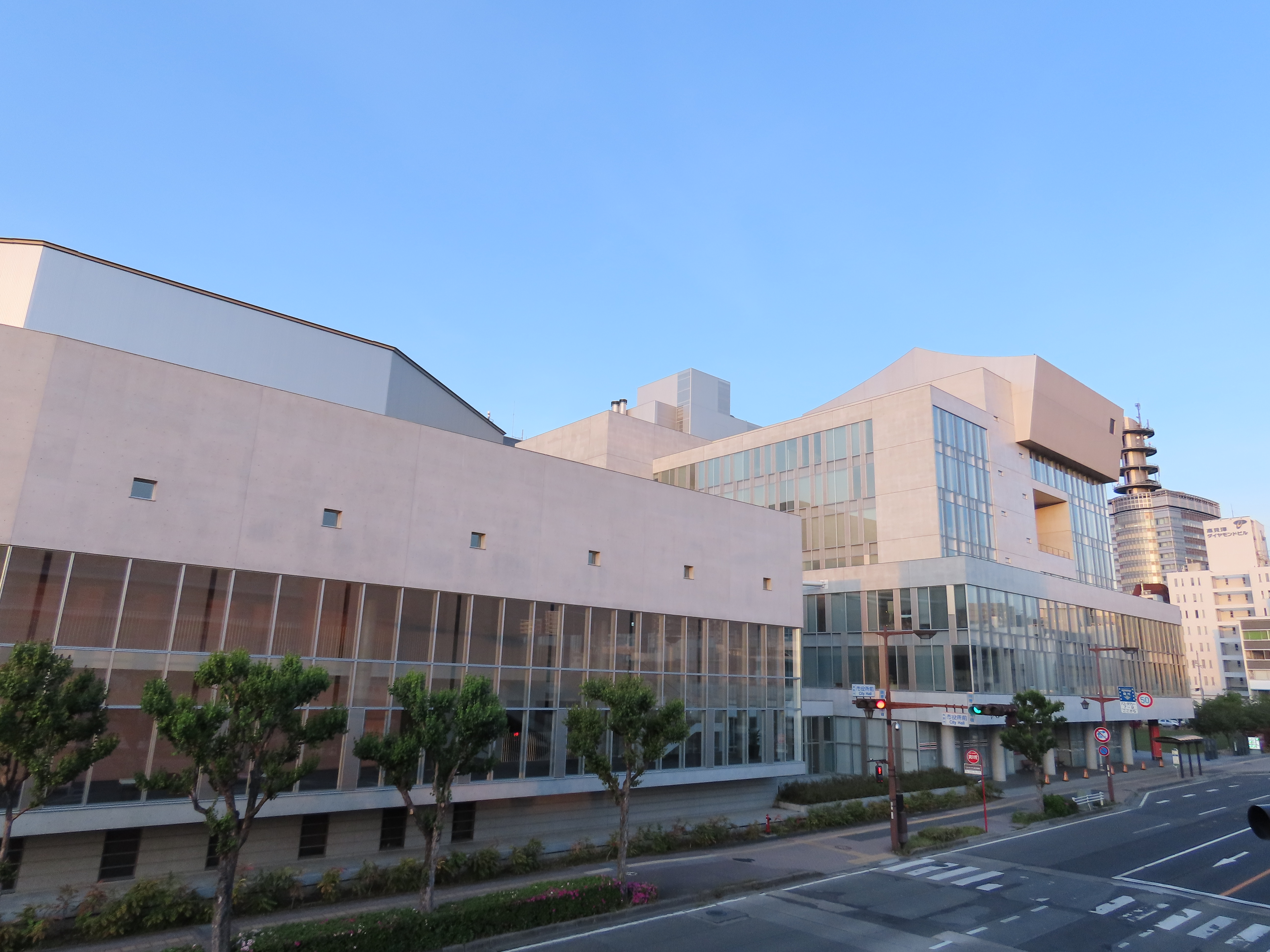
長野市役所第一庁舎（右）・長野市芸術館（左）
長野都市ガス本社（右）・ガスタンク
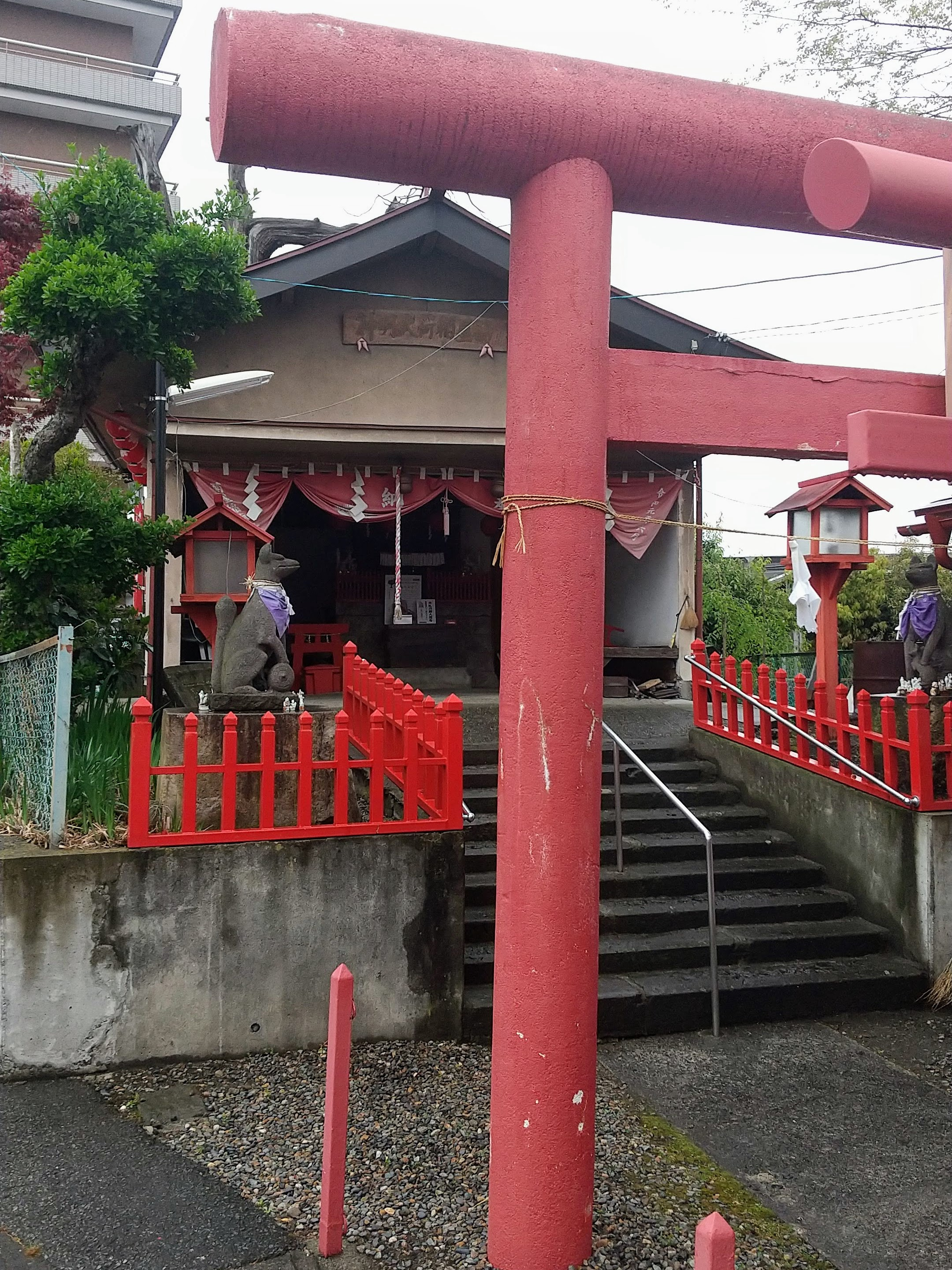
菊屋稲荷社

## 南千歳町
南千歳町（みなみちとせまち）は、長野駅の北に広がる町。南千歳一丁目・二丁目（住居表示未施行、郵便番号は380-0823）と、大字鶴賀南千歳町（郵便番号は380-0822）がある。
町の中央部を長野大通りが南北に貫き、北部を錦町通りが東西に横切る。周囲は以下の町丁と接する。

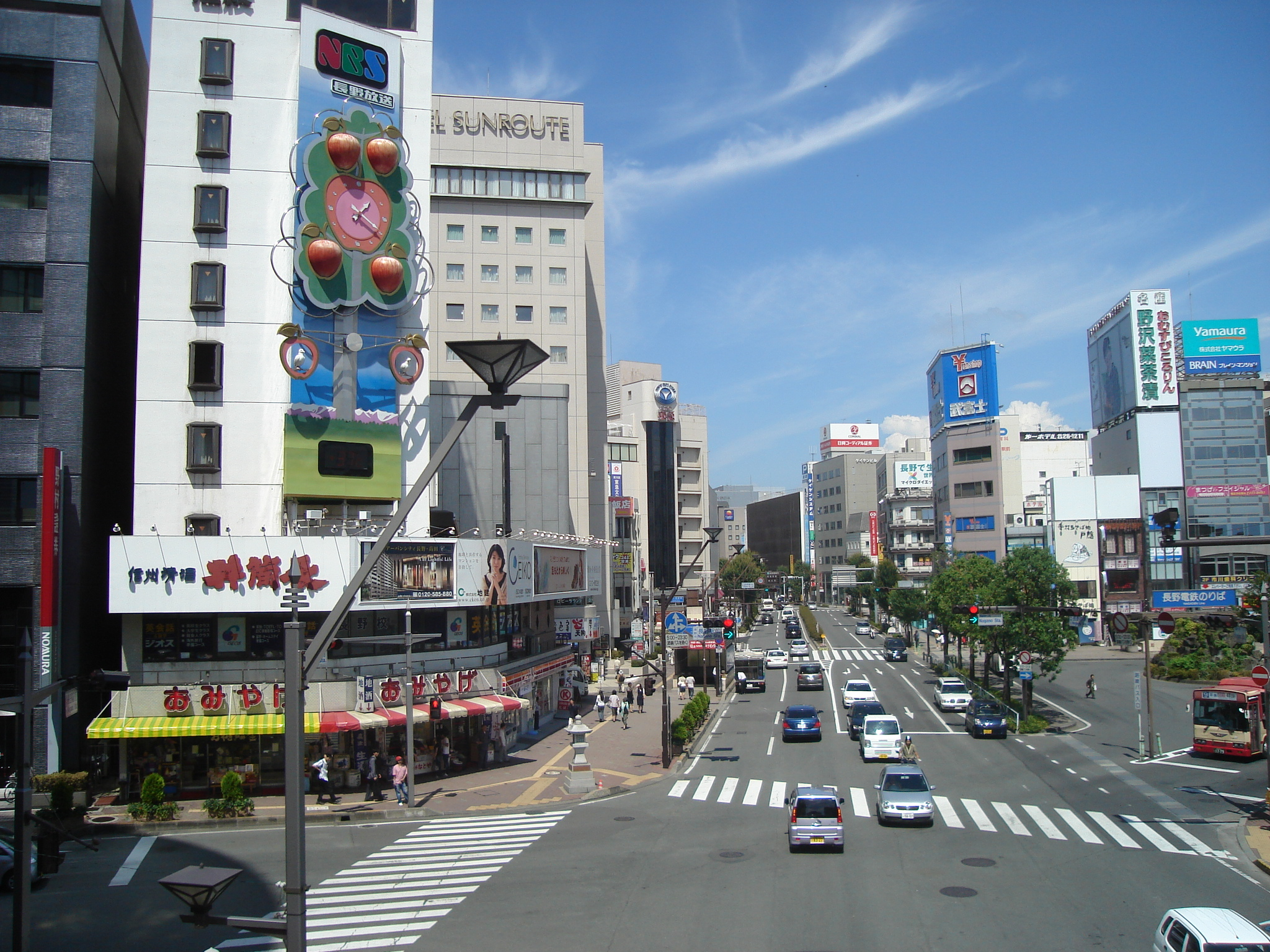
長野大通り。写真奥が南千歳一丁目

南千歳一丁目は長野駅善光寺口ロータリーに接しており、ながの東急百貨店を始めとして商業施設が多く立地する。ながの東急北側には、南千歳公園を中心に中小の商店（主に衣料）が集まっている。長野大通りとしなの鉄道北しなの線との間の区画（南千歳一丁目12〜22番地）は、一番街と呼ばれ、飲食店が軒を連ねる。
南千歳二丁目は、錦町通り沿いに中小の商店（主に衣料）が集まる。南千歳町交差点（長野大通り・錦町通り）北東の区画（南千歳二丁目12〜22番地）には、飲食店が多い。
大字鶴賀南千歳町の区域は、千歳町通り・しまんりょ小路沿いに飲食店が密集している。
1888年（明治21年）の長野駅開業に伴い、末広町などとともに新たに開かれた町である。
地区内の人口及び世帯数は以下の通り（令和5年3月1日現在）。
|                  | 世帯数  | 人口  |
| ---------------- | ------- | ----- |
| 大字鶴賀南千歳町 | 95世帯  | 184人 |
| 南千歳一丁目     | 32世帯  | 55人  |
| 南千歳二丁目     | 129世帯 | 257人 |
|                  |         |       |
| 計               | 256世帯 | 496人 |

### 御祭礼屋台
弥栄神社（上西之門町）御祭礼で屋台巡行をする御祭礼町20町の一つである。
1955年（昭和30年）制作の白木造りの屋台を有している。

### 交通
鉄道

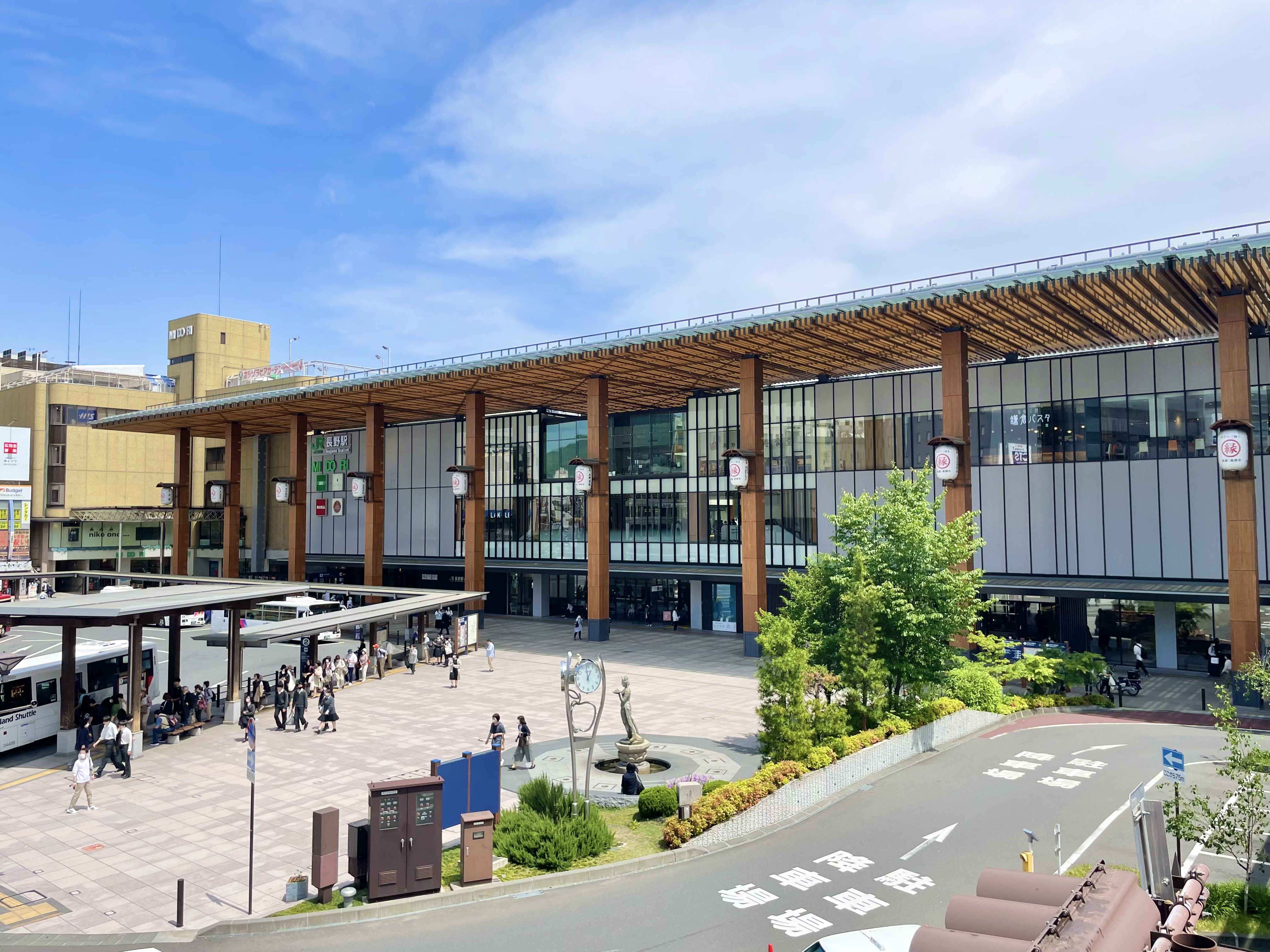
JR長野駅善光寺口

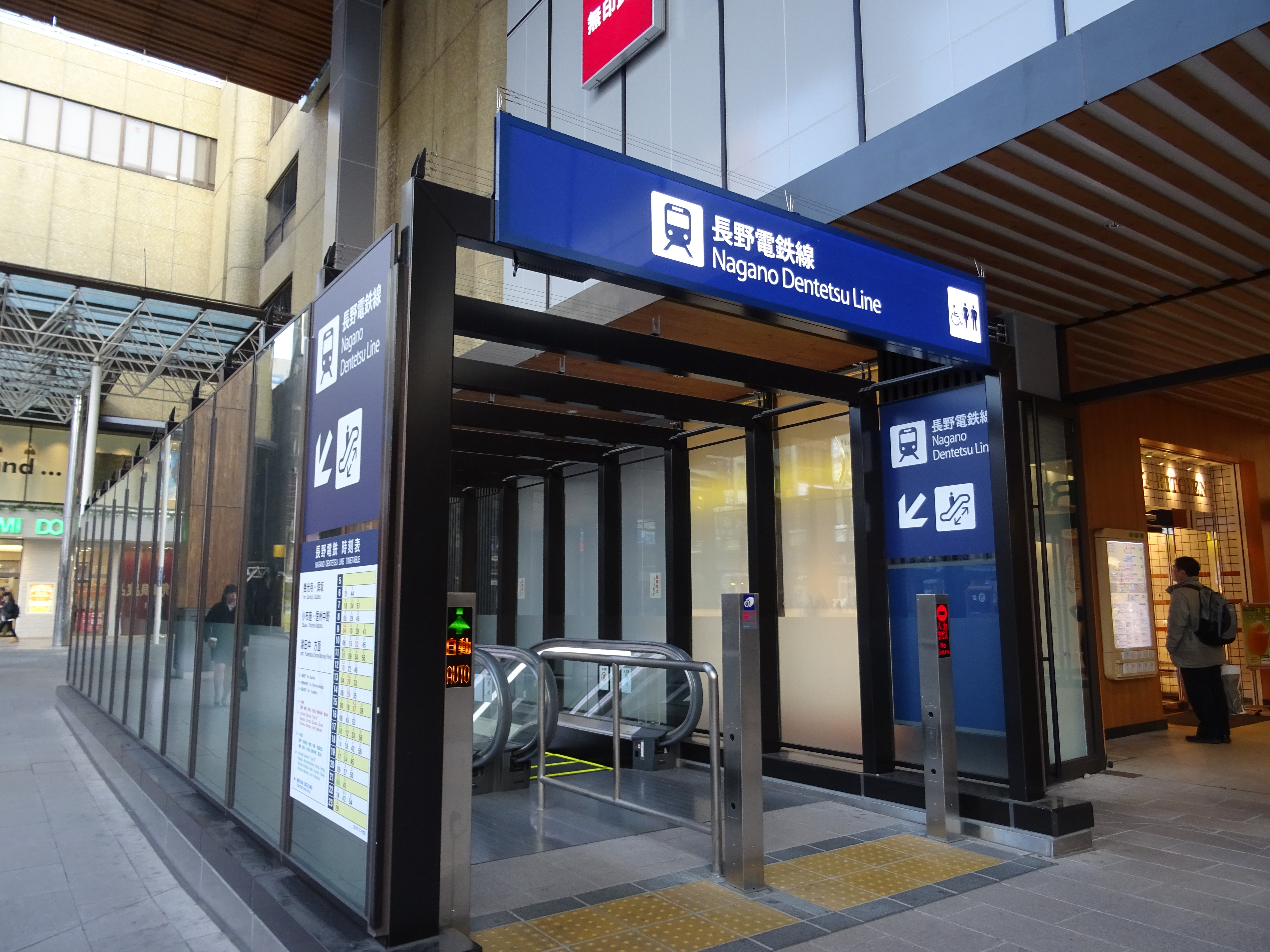
長野電鉄長野駅入口

JR東日本・しなの鉄道・長野電鉄の長野駅があり、以下の路線が利用できる。
- JR東日本
  - ■北陸新幹線
  - ■篠ノ井線
  - ■しなの鉄道線直通電車
- しなの鉄道
  - ■北しなの線
  - ■JR飯山線直通列車
- 長野電鉄
  - ■長野線

また、長野電鉄長野線市役所前駅の南口（南口駅）が南千歳二丁目にあり、平日の7:00〜10:00のみ利用できる。
路線バス

長野駅善光寺口ロータリーから市内を走るほとんどのバス路線が利用できる。
このほか、長野大通りを走るぐるりん号・長電バスの以下の路線系統が利用できる。
- ぐるりん号
  - C 市街地循環ぐるりん号
- 長電バス
  - 82 長野駅 - 屋島 - 須坂駅
  - 82B 長野駅 - 屋島 - 綿内駅

### 施設
- ながの東急百貨店（南千歳一丁目）
  - シェルシェ
- C-one（南千歳町）
- MIDORI（南千歳一丁目） - 長野駅ビル
  - ハンズ 長野店
- ivy SQUARE（南千歳町）
  - FM長野IVY Studio
- 守谷商会 本社（南千歳町）
- 三菱UFJ信託銀行 長野支店（南千歳一丁目）
- チサングランド長野（南千歳二丁目）
- 東京法令出版 長野本社（南千歳町）

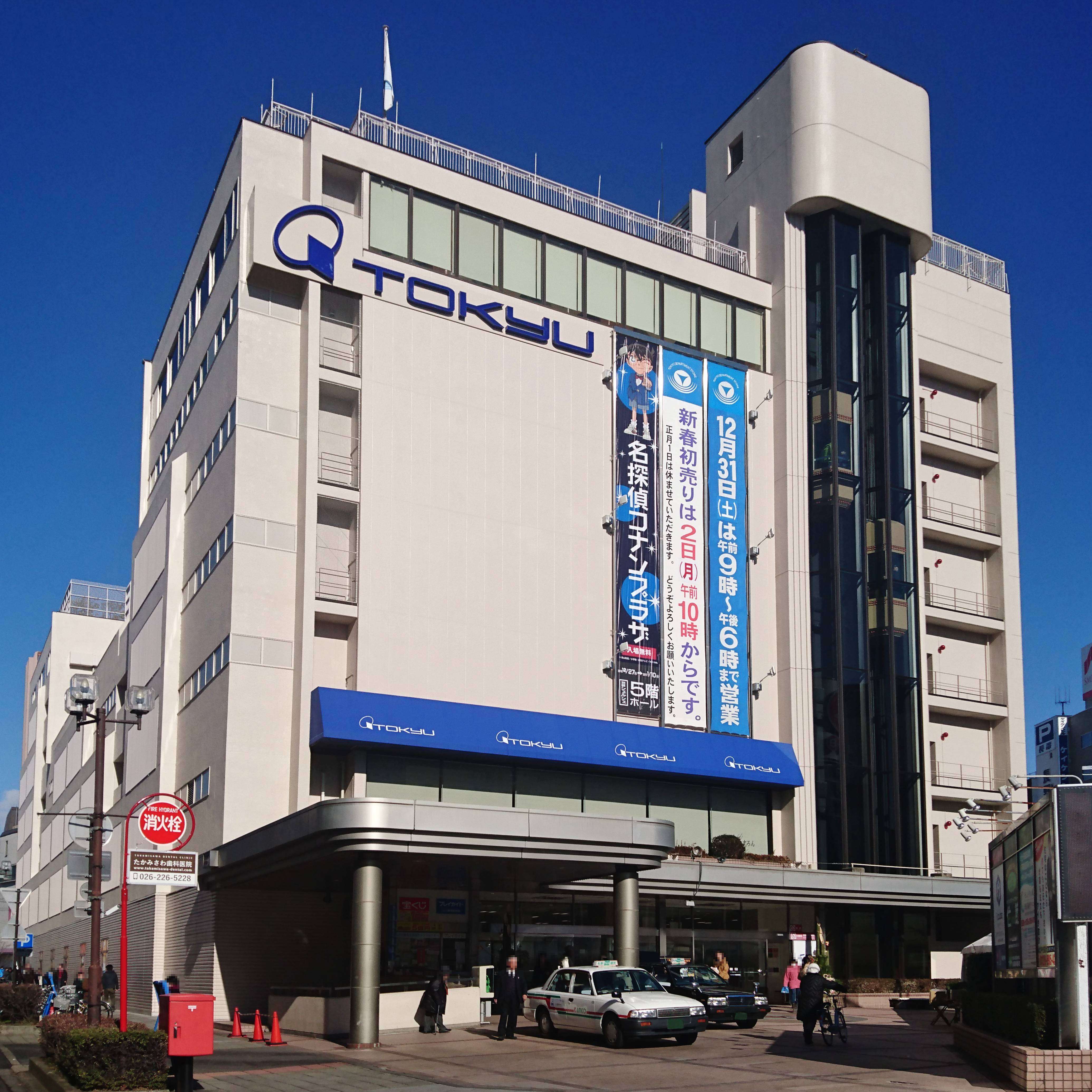
ながの東急百貨店 本館
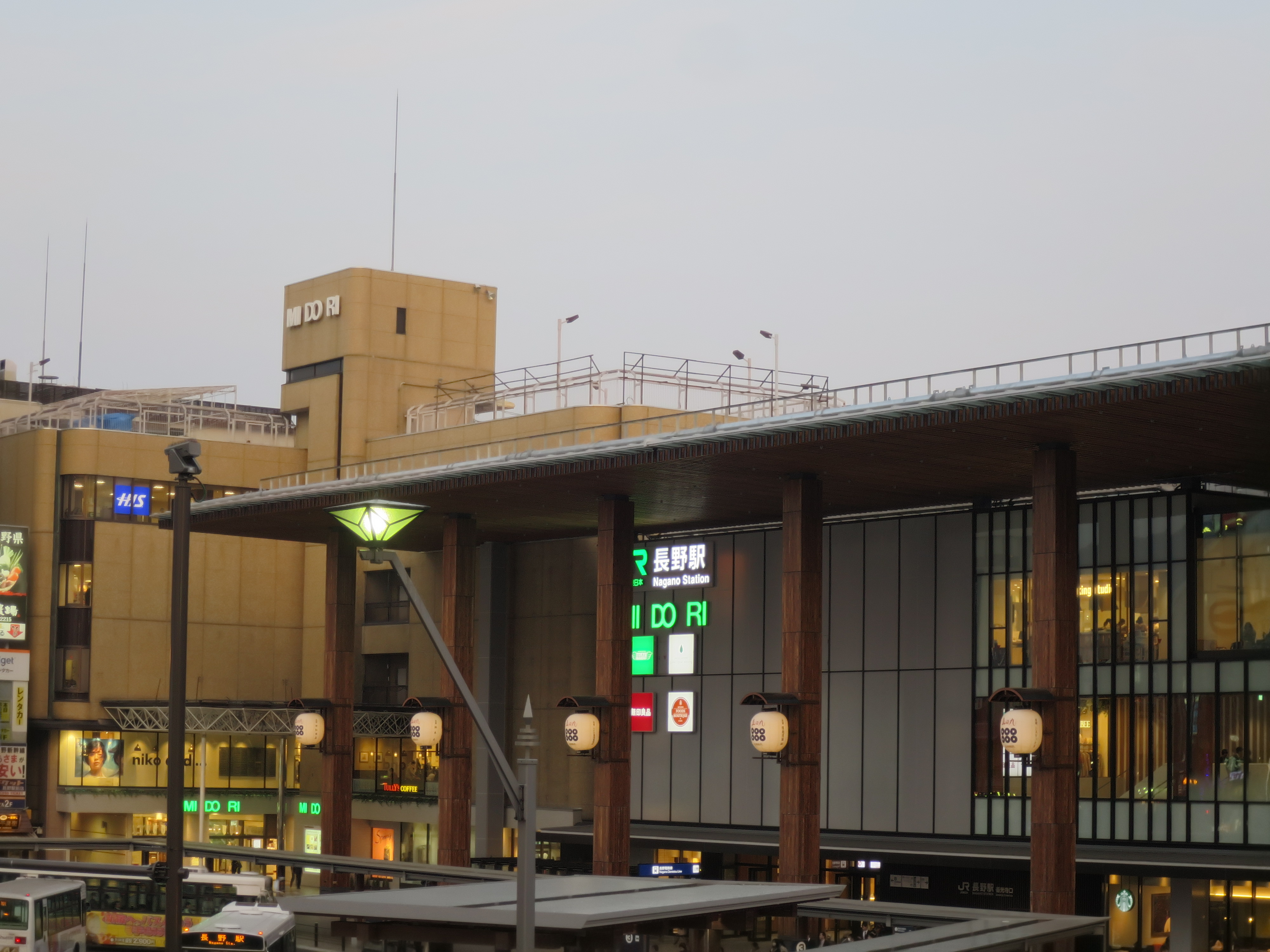
MIDORI 長野店
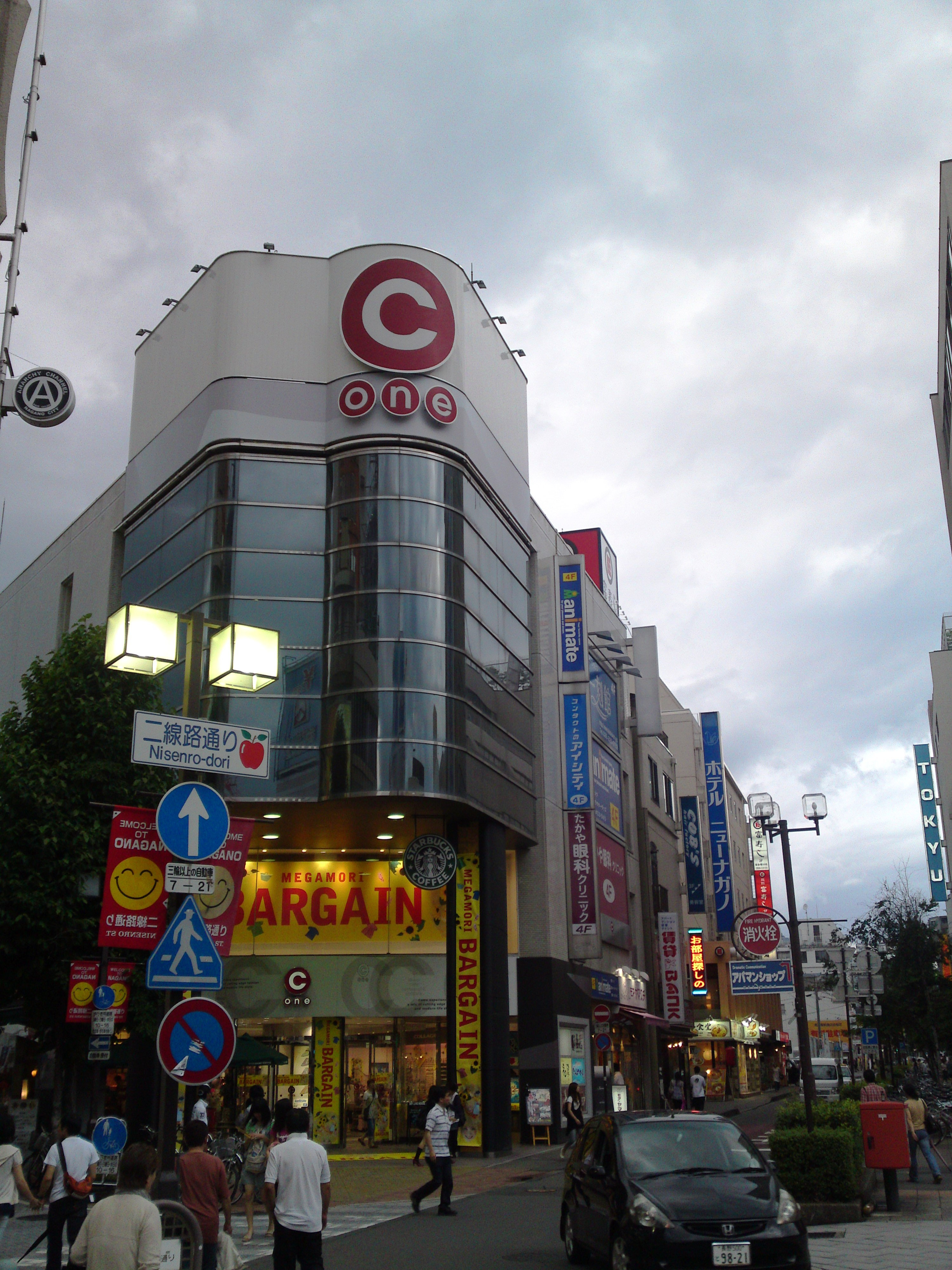
C-one
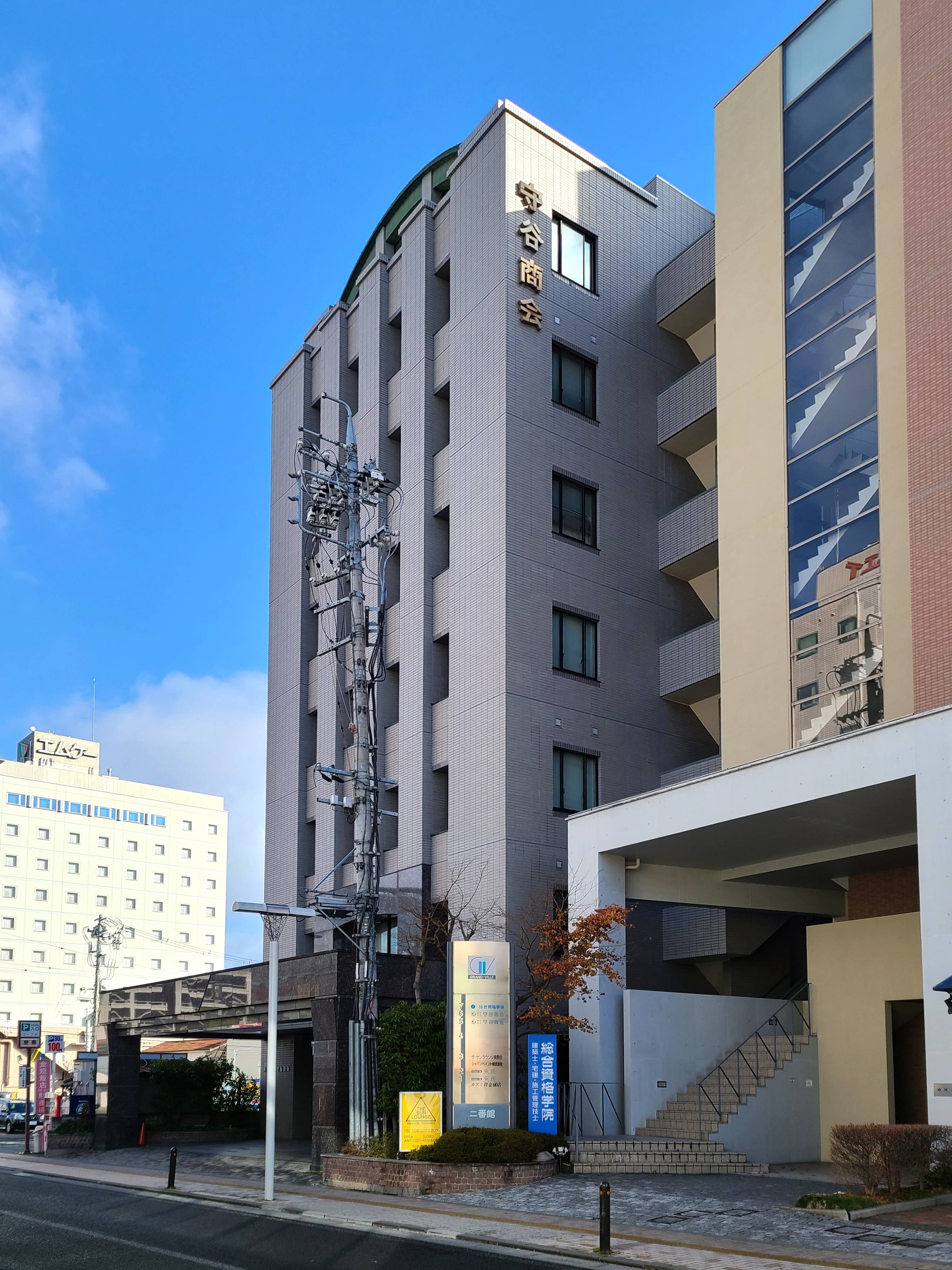
守谷商会 本社
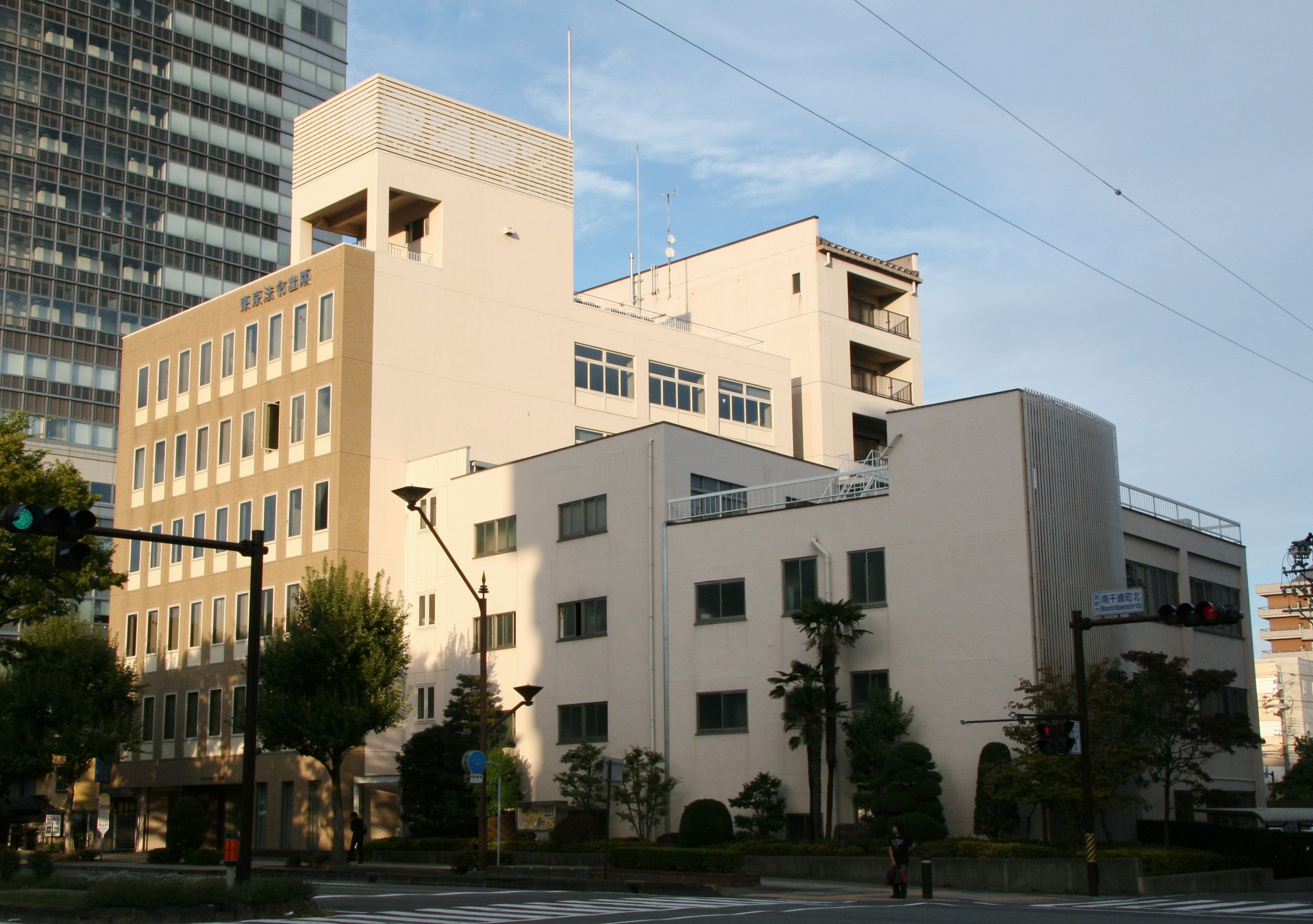
東京法令出版 長野本社